# Mudijettu
Mudijettu (malajalam മുടിയേറ്റ്, ang. Mudiyettu) – tradycyjny dramat rytualny i widowisko taneczne z położonego w południowo-zachodnich Indiach stanu Kerala, przestawiające mitologiczną opowieść o walce hinduskiej bogini Kali z demonem Darika.
Pod nazwą Mudiyettu – teatr obrzędowy i dramat taneczny z regionu Kerala (ang. Mudiyettu, ritual theatre and dance drama of Kerala) tradycja została w 2010 roku wpisana na listę reprezentatywną niematerialnego dziedzictwa kulturowego ludzkości.

## Mit

Lokalizacja stanu Kerala na mapie Indii

Rytuał mudijettu jest związany z mitem o bogini Kali i demonie Darika. Według wierzeń Darika otrzymał łaskę od boga Brahmy, który obiecał mu, że nie zostanie nigdy pokonany przez żadnego człowieka żyjącego w którymś z czternastu światów (patala) wspomnianych w mitologii hinduskiej. Uczyniło to Darikę stworzeniem potężnym, które podbiło świat, pokonując nawet króla bogów, Indrę. Gdy z czasem okrucieństwa Dariki stały się nie do zniesienia, bóg Śiwa na prośbę mędrca Narady postanowił powstrzymać demona. Zadecydował, że demon zginie z rąk bogini Kali, gdyż Darika nie spodziewał się zagrożenia ze strony kobiety.

## Przebieg

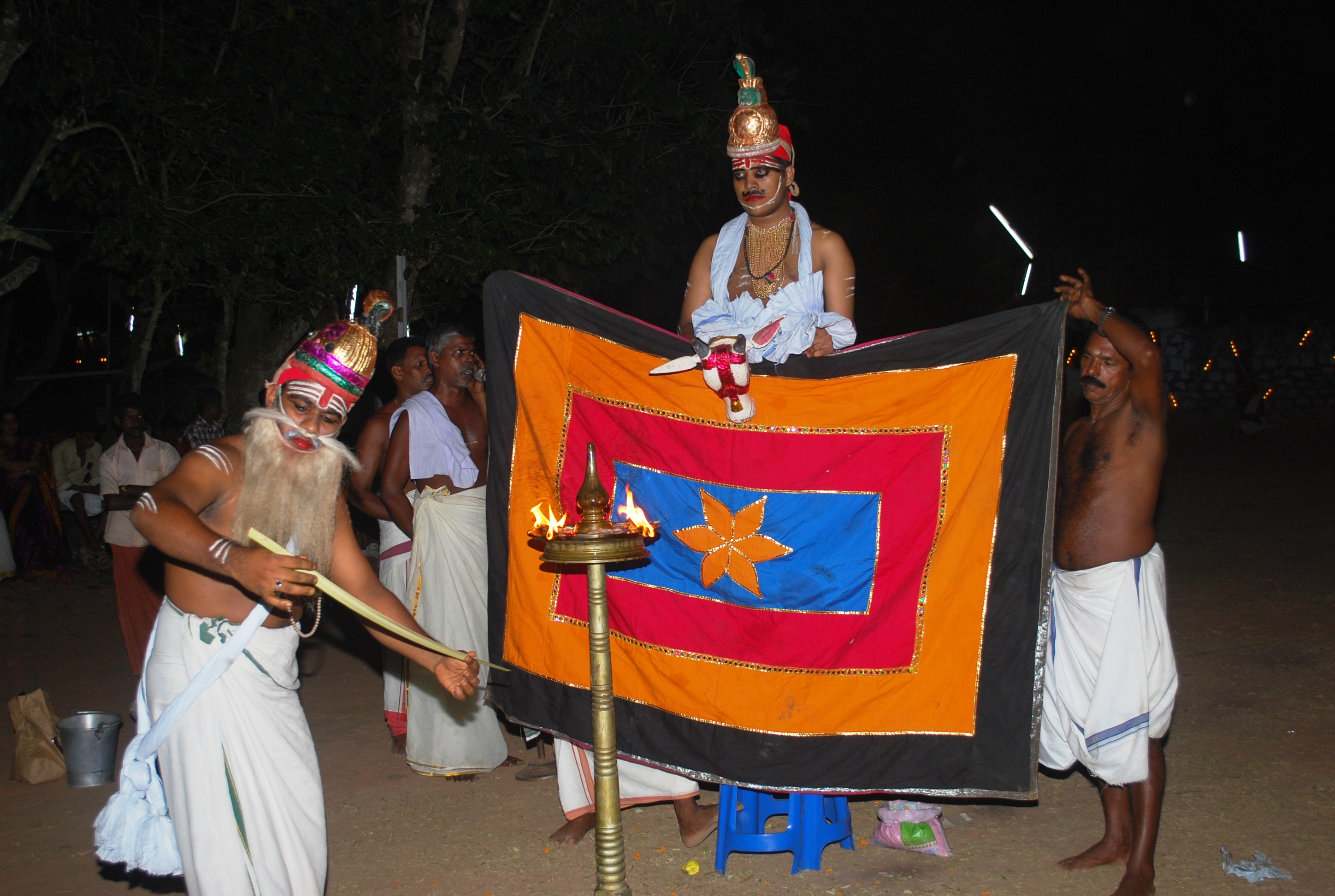
Scena wizyty mędrca Narady u boga Śiwy (2010)

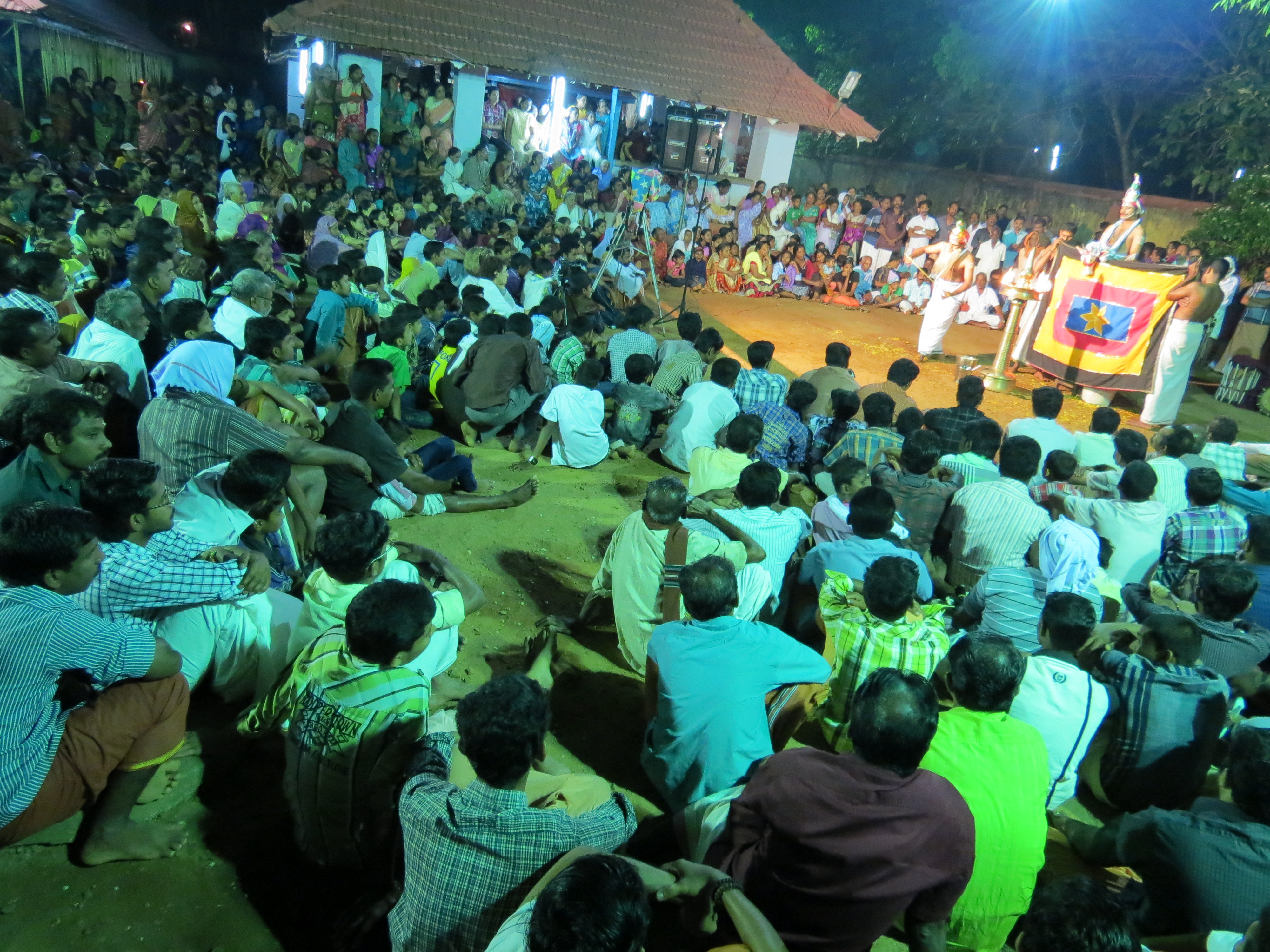
Mieszkańcy przyglądający się przedstawieniu w świątyni w Keezhoor (2013)

Tradycja mudijettu rozpowszechniona jest wśród członków społeczności Marar i Kuruppu zamieszkujących dystrykty Ernakulam, Triśur, Kotajam i Itukki w środkowej części Kerali. Święto odbywa się co roku, a w obrzędzie uczestniczą całe wioski, których mieszkańcy w okresie od lutego do maja, po zebraniu letnich plonów, w wyznaczonym dniu wczesnym rankiem udają się do świątyni bogini Kali. Świątynie noszą nazwę Bhagavati Kavus, a wsie, w których się znajdują są rozlokowane wzdłuż rzek Chalakudy Puzha, Perijar oraz Muvattupuzha. Po rytualnym oczyszczeniu się poprzez post i modlitwę uczestnicy mudijettu przystępują do narysowania na podłodze świątyni wielkiego wizerunku Kali, zwanego kalam, aby przywołać jej ducha. W trakcie prac odmawiana jest skomplikowana modlitwa rytualna zwana Kalampudźa oraz śpiewane są hymny Kalampattu. Rysunek wykonywany jest za pomocą kolorowych proszków pochodzenia naturalnego, wytwarzanych m.in. z ryżu, kurkumy, węgla drzewnego, zielonych liści dwóch gatunków drzew oraz limonki. Jednocześnie u stóp świętego drzewa rosnącego na terenie świątyni zapala się symbolizującą ducha Kali lampę, którą następnie wnosi się do środka i stawia na wykonanym kalam.
Stworzenie wizerunku bogini to purwaranga – „prolog sztuki” – stanowiący przygotowanie do odbywającej się na dziedzińcu świątyni żywej inscenizacji, podczas której boski mędrzec Narada prosi boga Śiwę, aby ten powstrzymał demona Darikę, którego zwykli śmiertelnicy pokonać nie mogą. Tłum wykonawców oraz widzów w procesji z pochodniami okrąża świątynię, po czym wszyscy wracają na arenę spektaklu, gdzie dochodzi do ostatecznej walki, w której Darika ginie z rąk bogini Kali. Usunięcie nakrycia głowy Dariki zwanego Mudi oznacza symbolicznie ścięcie głowy demona.
W przygotowaniu święta biorą udział przedstawiciele wszystkich kast zamieszkujących daną wieś. Każda kasta odgrywa określoną rolę w mudijettu, np. kasta Parayan dostarcza bambus i skórzane skóry na bębny, kasta Tandan zaopatruje wydarzenie w liście orzecha arekowego potrzebne do wykonania masek i nakryć głowy, kasta Ganakan maluje maski, kasta Maran przygotowuje i zaopatruje pochodnie w olej, kasta Kuruvan podtrzymuje płomień pochodni, a kasta Weluthedan (Patiyan) pierze materiały użyte do wykonania sukni bogini.
Transmisja tradycji odbywa się w rodzinach, gdzie z pokolenia na pokolenie przekazywana jest praktyka i wiedza o mudijettu; jedna z rodzin z Piravom ma ponad 250-letnią tradycję wykonywania mudijettu. Starsi aktorzy, którzy od lat odgrywają w rytuałach określone role, angażując młodsze osoby jako uczniów również przyczyniają się do przetrwania obrzędu. Uczestnictwo w nim całych społeczności keralskich wiosek wzmacnia poczucie więzi oraz wspólną tożsamość. Rolą mudijettu jest też przekazywanie tradycyjnych wartości, etyki i kodeksów moralnych oraz norm estetycznych.